# オニキンメ
オニキンメ（鬼金目、学名：Anoplogaster cornuta）は、オニキンメ科に属する深海魚。世界中の温帯および熱帯の海に分布し、水深2-5,000メートル、成魚は通常500-5,000メートルに生息し、幼魚は通常海面近くで見られる。全長約18センチメートルに達する。外洋性の肉食魚に捕食され、漁業の対象ではない。

## 分布と生息地
大西洋、インド洋、太平洋の熱帯および温帯海域に分布する。アメリカ大陸の西海岸沖では、ブリティッシュコロンビアから赤道の南まで記録されている。水深2-5,000メートルの外洋に生息し、成魚は水深500-5,000メートルで見られる。成魚は水深2,000メートル付近のトロール網で漁獲されることが多い。幼魚は表層で浮遊生活を行うプランクトンである。

## 形態

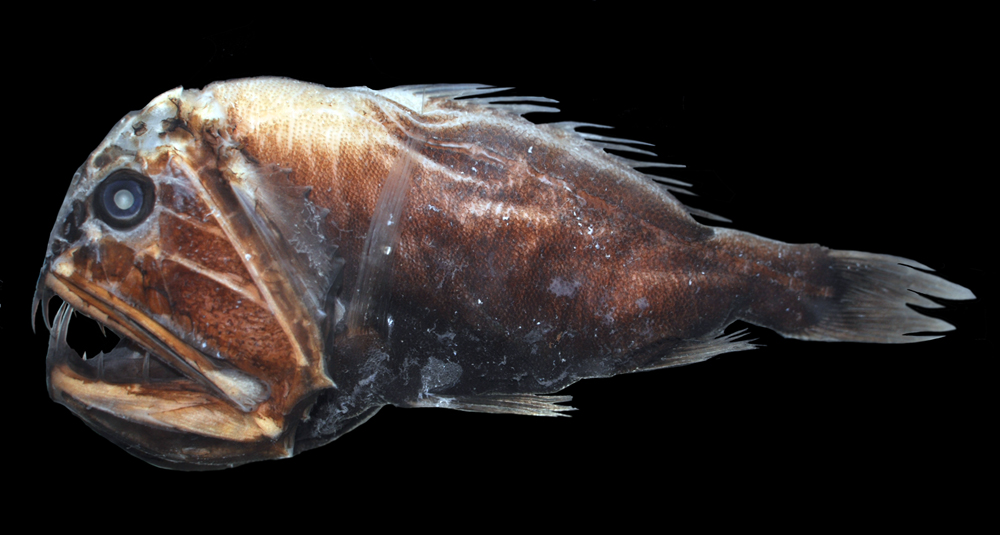
頭部は全長の1/3にも及ぶ

全長は最大18センチメートルに達し、その形態は異様である。成魚の体色は暗褐色から黒色で、頭部は非常に大きく、硬い骨盤状となっており、棘は無い。目は小さく、鰓耙は基部が骨質化しており、形は歯のようである。体高は頭部のすぐ後方が最も高く、尾柄に向かって急速に細くなる。口には上下に6-8本ずつ鋭い牙が並び、皮膚は細かい鱗で覆われる。牙が大きいため口を閉じることができない。背鰭は16-20軟条、臀鰭は7-9軟条、胸鰭は13-16軟条、腹鰭は7軟条から成る。椎骨数は25-28。側線が切り裂かれた溝のようになっており、鱗によって覆われる部分もある。本種は深海魚では珍しく鰾を持つ。
幼魚は成魚と見た目が大きく異なり、一時期は別種だと考えられていた。1833年にフランスの動物学者であるアシル・ヴァランシエンヌは、幼魚を Anoplogaster cornuta として記載し、50年後に成魚が Caulolepis longidens として記載された。1955年にこれらは同一種であることが認識された。幼魚は体色が薄く、断面は三角形に近い。頭部には和名の由来にもなった数本の長い角状突起があり、目は大きく、鰓耙は細長く尖っており、歯は小さく、成魚のような牙は無い。皮膚は大部分が無色で、腹部には暗色の鱗から成る黒い斑点を持つ。成魚になると鱗が黒くなり、体色が大きく変化する。天敵の中には生物発光により獲物を探す種も存在するため、本種は効率的に光を吸収している。メラニンが色素胞に集まっており、真皮のほぼ全体を覆っている。これにより入射光のほぼすべてを吸収し、横に散乱した残りの光は隣接する色素胞に吸収される。全体として光の吸収効率は99.5%であり、自然の生息地で撮影することは難しい。

## 生態
小魚、甲殻類、頭足類を捕食する。ツナ、カジキ、ビンナガなどの大型魚に捕食される。単独で見られる場合もあるが、小さな群れで見られることが多い。北アメリカ大陸西海岸沖では夏季に繁殖する。卵生であり、幼生はプランクトンである。耳石の分析によると、寿命は3年以上である。水圧などの環境に応じて呼吸器系を調節することができ、呼吸速度は体の大きさに比例する。